# Pau Cristià
Pau Cristià (Montpeller s. XIII? - Sicília vers el 1269), també conegut com a Pau Crestià, Pau Cristiani de Montpeller o simplement Fra Pau, fou un polemista religiós medieval.
Originalment professava la fe jueva i fins i tot va arribar a ser rabí. En algun moment ell i els seus fills es convertiren al cristianisme, i es va fer frare dominic. Des d'aquell moment dedicà fervorosos esforços per refutar i vilipendiar el judaisme, exagerant el que ell considerava blasfèmies i utilitzant els textos hebreus fal·laciosament com a proves de la certesa dels dogmes cristians. Fou l'impulsor de la Disputa de Barcelona, així com de la requisa dels llibres jueus a la Corona d'Aragó, per la qual cosa fou felicitat en una butlla papal el 1267.